# Cục Hậu cần, Tổng cục Kỹ thuật Quân đội nhân dân Việt Nam
Cục Hậu cần trực thuộc Tổng cục Kỹ thuật thành lập ngày 10 tháng 9 năm 1974 là cơ quan tham mưu công tác hậu cần nội bộ của Tổng cục Kỹ thuật, đặt dưới sự lãnh đạo toàn diện của Đảng ủy Tổng cục Kỹ thuật, trực tiếp là sự lãnh đạo của Đảng ủy Cục Hậu cần và chỉ huy, quản lý toàn diện của Chủ nhiệm Tổng cục Kỹ thuật nhằm thực hiện nhiệm vụ chiến đấu và sẵn sàng chiến đấu.

## Chức năng
Cục Hậu cần thuộc Tổng cục Kỹ thuật có chức năng tham mưu cho Đảng ủy và Chủ nhiệm Tổng cục Kỹ thuật về công tác hậu cần nội bộ Tổng cục nhưː Doanh trại, xăng dầu, vận tải, quân y, quân nhu.

## Lãnh đạo hiện nay
- Cục trưởngː Đại tá Hoàng Thái Son

## Tổ chức Đảng
Từ năm 2006 thực hiện chế độ Chính ủy, Chính trị viên trong Quân đội. Tổ chức Đảng bộ của Cục Hậu cần như sau:
- Đảng bộ Tổng cục Kỹ thuật là cao nhất.
- Đảng bộ Cục Hậu cần thuộc Đảng bộ Tổng cục Kỹ thuật
- Đảng bộ các đơn vị trực thuộc Cục Hậu cần (tương đương cấp Tiểu đoàn và Trung đoàn)
- Chi bộ các cơ quan đơn vị trực thuộc các đơn vị cơ sở (tương đương cấp Đại đội)

Ban Thường vụ của Cục Hậu cần gồmː
- Bí thư Đảng ủy Cục Hậu cầnː Phó Cục trưởng Cục Hậu cần đảm nhiệm
- Phó Bí thư Đảng ủy Cục Hậu cầnː Cục trưởng Cục Hậu cần đảm nhiệm.
- Ủy viên Thường vụ Cục Hậu cầnː Thường là các Phó Cục trưởng Cục Hậu cần còn lại.

## Tổ chức chính quyền
- Phòng Tham mưu - Kế hoạch
- Phòng Quân y
- Phòng Quân nhu
- Phòng Doanh trại
- Phòng Xăng dầu
- Ban Tài chính
- Kho Hậu cần (xã Vân Canh, huyện Hoài Đức, TP Hà Nội)

## Khen thưởng
- Huân chương Chiến công hạng Ba (1989, 2000).
- Huân chương Bảo vệ Tổ quốc hạng Ba (2009)
- Huân chương Bảo vệ Tổ quốc hạng Nhì (2014)[2]

## Hệ thống cơ quan Hậu cần trong Quân đội
- Tổng cục Hậu cần thuộc Bộ Quốc phòng
- Cục Hậu cần thuộc các Quân khu, Quân chủng, Tổng cục, Bộ đội Biên phòng, Cảnh sát biển, Bộ Tư lệnh Thủ đô Hà Nội, Quân đoàn, Binh chủng và tương đương.
- Phòng Hậu cần thuộc các Sư đoàn, Lữ đoàn, Vùng Cảnh sát biển, Bộ CHQS tỉnh, thành phố trực thuộc TW, Bộ CHBP tỉnh, thành phố trực thuộc TW và tương đương.
- Ban Hậu cần thuộc các Trung đoàn, Ban chỉ huy quân sự quận, huyện, thị xã và tương đương.

## Cục trưởng qua các thời kỳ
- 1974-1976, Nguyễn Văn Triệu, Đại tá, Cục trưởng đầu tiên
- 1976-1978, Nguyễn Đức Phương, Đại tá, Quyền Cục trưởng
- 1978-1979, Nguyễn Đức Phương, Đại tá, Cục trưởng
- 1979-1980, Nguyễn Đắc Quyên, Đại tá, Quyền Cục trưởng
- 1980-1985, Phan Văn Tư, Đại tá, Cục trưởng
- 1985-1987, Đinh Văn Tốn, Đại tá, Quyền Cục trưởng
- 1987-1988, Nguyễn Ngọc, Đại tá, Quyền Cục trưởng
- 1988-1993, Nguyễn Hữu Phòng, Đại tá, Trưởng phòng Hậu cần
- 1993-1994, Phạm Hùng Thanh, Đại tá, Trưởng phòng Hậu cần
- 1997-2008, Trần Trung Cộng, Đại tá, Cục trưởng
- 2008-2012, Trương Khắc Trung, Đại tá, Cục trưởng
- 2012-2018, Tạ Văn Thuyên, Đại tá, Cục trưởng
- 2018-2021, Phạm Văn Chiêm, Đại tá, Cục trưởng
- 2021-2024, Vũ Anh Tấn, Đại tá, Cục trưởng
- 10/2024- nay, Hoàng Thái Son, Đại tá, Cục trưởng

## Phó Cục trưởng qua các thời kỳ
- 1978-1979, Đồng Phi Khánh, Đại tá
- 1979-1980, Vũ Bảo, Đại tá
- 1980-1983, Nguyễn Đắc Quyên, Đại tá
- 1981-1989, Phùng Anh Quý, Đại tá
- 1983-1985, Đinh Văn Tốn, Đại tá
- 1983-1989, Đỗ Hữu Chiên, Đại tá
- 1983-1990, Phạm Vượng, Đại tá
- 1988-1989, Đỗ Văn Giác, Đại tá
- 1994-1997, Trần Trung Cộng, Đại tá, sau Cục trưởng
- 1996-2005, Nguyễn Quang Ngọc, Đại tá
- 2005-2008, Trương Khắc Trung, Đại tá, sau Cục trưởng
- 2005-2010, Phạm Minh Quang, Đại tá
- 2009-2011, Tạ Văn Thuyên, Đại tá, sau Cục trưởng
- 2011-2015, Hoàng Thanh Hồng, Đại tá
- 2013-2014, Chu Hữu Quý, Đại tá, sau Chánh Văn phòng Tổng cục Kỹ thuật[6]
- 2015-2021, Vũ Anh Tấn, Đại tá, sau Cục trưởng Cục Hậu cần, TCKT
- 2014-2017, Phạm Văn Mạnh, Đại tá
- 2017-2019, Lê Hữu Thắng, Đại tá kiêm Bí thư đảng ủy Cục,sau Phó cục trưởng Cục Chính trị,TCKT(2019),Phó chính ủy,TCKT(2023)
- 2022-10/2024, Hoàng Thái Son, Đại tá, Cục trưởng
- 7/2024- nay, Đỗ Trung Thành, Đại tá.
- 10/2024-nay, Trần Văn Khoát, Đại tá.